# Magic (Robin Thicke)
Magic è una canzone del cantautore R&B Robin Thicke, Il brano, scritto e prodotto da Robin Thicke, è il primo estratto dal suo album Something Else. È un brano R&B di ispirazione jazz che si avvale dell'uso del falsetto da parte di Thicke e di strumenti come conga, corno, violino e pianoforte.
Il brano ha fatto il suo primo passaggio radiofonico statunitense il 20 maggio 2008, e deve la sua notorietà anche per essere stato colonna sonora di un spot pubblicitario per Samsung U900. Magic ha raggiunto la posizione numero 6 della classifica R&B/Hip-Hop di Billboard.
Del brano sono stati realizzati diversi remix, quello ufficiale vede la partecipazione della cantante Mary J. Blige e del rapper Rick Ross. Un altro remix, intitolato Real Magic, vede la partecipazione di Jay-Z e un altro ancora con la partecipazione del duo rap Streetz & Young Deuces. Esiste anche un remix non ufficiale che vede la partecipazione di Freeway.

## Tracce
1. Magic – 3:46
2. Strumentale – 3:46
3. Accapella – 3:46

## Videoclip
Il videoclip realizzato per Magic è stato diretto da Robert Hales e da Robin Thicke stesso. Il video è ambientato in un paesaggio spaziale dove sensuali modelle giacciono sui pianeti del sistema solare, dando vita ad un video onirico e colorato, ricalcando le atmosfere degli anni ottanta. Inoltre Robin Thicke canta il brano duplicandosi più volte, con coreografie che ricordano i musical di Fred Astaire, soprattutto usando gli stessi passi che Astaire eseguì nel brano Puttin 'a Ritz. Il video è un esempio di videoclip musicale contemporaneo, dove l'utilizzo del computer e degli effetti speciali si miscela con le movenze dei musical degli anni passati.

## Versioni
- Magic (Album Version) (3:53)
- Magic (Radio Edit) (3:35)
- Magic (Acapella) (3:24)
- Magic (Instrumental) (3:54)
- Magic (Movement Soul Remix) (5:38)
- Magic (Remix feat. Freeway) (3:36)
- Magic Touch (feat. Mary J. Blige) (NYC Remix Radio Mix) (3:37)
- Magic Touch (feat. Mary J. Blige) (NYC Remix Extended) (3:52)
- Magic Touch (feat. Mary J. Blige) (Moto Blanco Radio Mix) (3:20)
- Magic Touch (feat. Mary J. Blige) (Moto Blanco Club Mix) (7:32)
- Magic Touch (feat. Mary J. Blige) (Moto Blanco Dub Mix) (7:18)
- Magic Touch (feat. Mary J. Blige) (Mark Ronson Remix feat. Wale) (3:52)
- Magic Touch (feat. Mary J. Blige) (Remix feat. Rick Ross) (3:55)